# 후치경
후치경(後齒莖) 또는 뒷잇몸은 치조제 뒷부분의 넓은 의미의 치경과 경구개의 사이 부분을 말한다.